# 1998 у кіно

## Найкасовіші фільми
10 найкращих фільмів, що вийшли 1998 року, за світовими зборами, такі:
| Номер | Назва                    | Дистриб'ютор                   | Касові збори |
| ----- | ------------------------ | ------------------------------ | ------------ |
| 1     | Армагеддон               | Buena Vista                    | $553 709 788 |
| 2     | Врятувати рядового Раяна | Paramount / DreamWorks         | $481 840 909 |
| 3     | Ґодзілла                 | Sony Pictures / TriStar / Toho | $379 014 294 |
| 4     | Дещо про Мері            | Fox                            | $369 884 651 |
| 5     | Життя комах              | Buena Vista                    | $363,398,565 |
| 6     | Зіткнення з безоднею     | Paramount / DreamWorks         | $349 464 664 |
| 7     | Мулан                    | Buena Vista                    | $304 320 254 |
| 8     | Доктор Дулітл            | Fox                            | $294 456 605 |
| 9     | Закоханий Шекспір        | Miramax / Universal            | $289 317 794 |
| 10    | Смертельна зброя 4       | Warner Bros.                   | $285 444 603 |

### Рекорди касових зборів
- «Врятувати рядового Раяна» зібрав у світовому прокаті 482 мільйони доларів, ставши найкасовішим фільмом про Другу світову війну, поки його не випередив «Дюнкерк» (2017).

- «Блейд» став найкасовішим фільмом, заснованим на персонажі Marvel Comics, зібравши більше 131 мільйона доларів у всьому світі на момент виходу.

## Фільми
- Врятувати рядового Раяна
- Голосок
- Блейд
- Плезантвіл
- Секретні матеріали
- Солдатики
- Земля дівчат
- Вбивці на заміну

### [[Файл:Flag of Ukraine.svg|border|25px]]Україна
- Тупик

## Персоналії

### Померли
- 6 січня — Свиридов Георгій Васильович, радянський композитор і піаніст.
- 16 січня — Дімітріс Хорн, грецький театральний та кіноактор.
- 26 січня — Давидзон Яків Борисович, український фотомитець, фотограф багатьох перших український діячів кіно.
- 30 січня — Цимбаліст Віктор Петрович, український актор.
- 11 лютого:
  - Гаранс Марильє, французька акторка.
  - Макаров Валентин Григорович, радянський та український актор театру, кіно і телебачення.
- 13 лютого — Дворников Георгій Георгійович, радянський і український кіноактор.
- 27 лютого — Джей Ті Волш, американський актор.
- 28 лютого — Крилов Степан Іванович, радянський актор.
- 11 квітня — Хочинський Олександр Юрійович, радянський і російський артист театру і кіно, бард.
- 20 квітня — Вєтров Ігор Олександрович, український і радянський актор і кінорежисер.
- 2 травня — Джин Раймонд, американський актор.
- 9 травня — Еліс Фей, американська акторка і співачка.
- 14 травня:
  - Ротлейдер Михайло Якович, радянський та український організатор кіновиробництва (кінопродюсер).
  - Френк Сінатра, американський актор і співак.
- 15 травня — Дальський Володимир Михайлович, український радянський актор театру і кіно.
- 4 червня — Джозефін Гатчінсон, американська акторка.
- 23 червня — Морін О'Салліван, ірландська акторка.
- 2 липня — Міклош Ґабор, угорський актор.
- 21 липня — Роберт Янг, американський актор.
- 25 липня — Девід Дюран, американський актор.
- 27 липня — Бінні Барнс, англійська акторка.
- 3 серпня — Лієпіньш Харій, латвійський актор.
- 12 серпня — Шейкін Едуард Костянтинович, радянський, український художник кіно.
- 16 серпня — Уан-Зо-Лі Володимир Валентинович, радянський артист цирку, кіноактор.
- 4 вересня — Ленціус Олег Євгенович, радянський і український кінорежисер.
- 6 вересня — Куросава Акіра, японський сценарист, кінорежисер і продюсер.
- 18 вересня — Бобровников Олексій Вікторович, радянський і український художник театру та кіно, графік.
- 6 жовтня — Биков Ролан Антонович, радянський і російський актор та кінорежисер.
- 17 жовтня — Джоан Гіксон, британська акторка театру, кіно та телебачення.
- 28 жовтня — Алоїз Бренч, радянський і латвійський кінорежисер.
- 5 листопада — Коті Момоко, японська акторка.
- 8 листопада — Жан Маре, французький кіноактор, письменник, художник, скульптор.
- 10 листопада — Веліканова Гелена Марцеліївна, радянська і російська естрадна співачка, акторка, музична педагогиня.
- 14 грудня — Левчук Тимофій Васильович, український кінорежисер, педагог.
- 15 грудня — Трещалов Володимир Леонідович, радянський і російський актор театру і кіно.